# Каэтани, Антонио
Антонио Каэтани (итал. Antonio Caetani; 1566, Рим, Папская область — 17 марта 1624, там же) — итальянский куриальный кардинал и папский дипломат. Архиепископ Капуи с 31 августа 1605 по 17 марта 1624. Апостольский нунций в Австрии с 3 мая 1607 по 12 ноября 1610. Апостольский нунций в Испании с 27 октября 1611 по 17 июля 1618. Апостольский легат в Болонье с 13 октября 1621 по 22 мая 1623. Кардинал-священник с 19 апреля 1621, с титулом церкви Санта-Пуденциана с 17 мая 1621 по 17 марта 1624.